# سفينتش تشوكوم
سفينتش تشوكوم (بالتركية: Sevinç Çokum) ( ولدت في 25 أغسطس عام 1943 في مدينة بيشكتاش في إسطنبول ) كاتبة تركية وتعد إحدى ممثلي تيار " HISARCILAR " وهي كاتبة قصص و روايات و سيناريو. وتعد سفينتش تشوكوم إحدى ممثلي مؤسسة الأدب التركي وتشغل منصب عضو برابطة الصحفيين التركيين.
ولدت سفينتش تشوكوم في مدينة بشيكتاش بإسطنبول. وهي أصغر طفلة لعائلة تمتلك ثلاثة بنات. وقد أنهت سفينتش تشوكوم تعليمها الابتدائي بمدرسة اسما سلطان الإبتدائية العظمى بمدينة بشيكتاش وقد أنهت أيضاً تعليمها الإعدادي و تعليمها الثانوي بمدينة بشيكتاش. ثم التحقت سفينتش تشوكوم بقسم اللغة التركية وآدابها بكلية الآداب بجامعة إسطنبول وذلك في عام 1970 ثم تخرجت منها. وعلاوة على ذلك قد درست سفينتش تشوكوم في مجال علم الإجتماع العام. وكانت تأخذ سفينتش تشوكوم دروساً خاصة في مجال الموسيقى الغربية الكلاسيكية لمدة سبع أعوام وقد عزفت في فرقة الأوكسترا السيمفونية الهاوية بإسطنبول. وقد شاركت سفينتش تشوكوم في حفلات موسيقية. وخلال أعوام 1970 – 1973 شغلت سفينتش تشوكوم منصب مدير أعمال تحرير مجلة الأدب التركي وذلك بالإضافة إلى عضو هيئة تدريس الأدب بمدرسة الأناضول الثانوية الخاصة. وقد شغلت سفينتش تشوكوم عضو مؤسسة النشر للأطفال والشعب بوزارة الثقافة. وخلال أعوام 1981 – 1985 قد أدارت سفينتش تشوكوم دار نشر جونك حيث أنها قد أسسته مع رفعت عزت تشوكوم. وخلال أعوام 1990 – 2001 كتبت روايات، و مقالات، و أبحاث و مقالات بأدب الرحلات بشكل مسلسل في صحيفة تركيا. ومنذ شهر أبريل عام 2003 كانت تكتب يومين في الأسبوع في صحيفة المترجم.

## قصصها
•	الأشجار المائلة ( دار نشر الشخصي عام 1972 )
•	التقسيم ( دار نشر جمعية الأدب التركي، إسطنبول ) (عام 1974 )
•	آلة ( دار نشر الشرف – الدولة، أنقرة ) (عام 1976 ) – جائزة لجنة التحكيم الخاصة بمؤسسة الثقافة القومية
•	جرح عميق ( دار نشر جونك، إسطنبول ) ( عام 1984 )
•	الباقيين من هؤلاء ( دار نشر كابي، ISBN 978-605-5107-48-2 ، إسطنبول، عام 2014 )
•	روزاليا الرئيسة ( دار نشر كابي، ISBN 978-605-5107-16-1 ، إسطنبول – ( 2013 ) جائزة قصة عام 1993 بإتحاد الكتاب التركي
•	صوت شارع عتيق ( دار نشر كابي، ISBN 978-605-5107-36-9 ، إسطنبول – ( 2014 ) فيما بين الأشجار المائلة و التقسيم
•	أمام منازلهم ( دار نشر أوتوكن، ISBN 978-975-437-120-8 ، إسطنبول – عام ( 1997 ) فيما بين الآلة و الجرح العميق
•	ساحل أبيض ( دار نشر أوتوكن، ISBN 978-975-437-265-6 ، إسطنبول – عام ( 1998 )
•	تنشد طيور الليل طويلاً ( دار نشر أوتوكن، ISBN 978-975-437-374-5 ، إسطنبول – عام ( 2001 )

## رواياتها
•	الصعب ( دار نشر الشرف – الدولة، أنقرة ) عام ( 1977 )
•	حينما نرى الهلال ( دار نشر كابي، ISBN 978-605-5107-12-3 ، إسطنبول – عام ( 2013 ) جوائز مؤسسة الثقافة القومية لعام 1984
•	النجوم المقاومة للظلام ( دار نشر أوتوكن، ISBN 978-975-437-191-8 ، إسطنبول – عام 1996 )
•	لدينا عالم ( دار نشر كابي، ISBN 978-605-5257-05-7 ، إسطنبول – عام ( 2012 )
•	كوارث ( دار نشر أوتوكن، ISBN 978-975-437-190-1 ، إسطنبول – عام 1996 )
•	سنابل أغسطس ( دار نشر كابي، ISBN 978-605-4322-65-7 ، إسطنبول – عام ( 2011 )
•	الأوقات المجنونة ( دار نشر أوتوكن، ISBN 978-975-437-339-4 ، إسطنبول، عام 2000 ) جائزة لغة كارمان لعام 2000
•	وجهي البشوش ( دار نشر أوتوكن، ISBN 978-975-437-429-2 ، إسطنبول – عام 2003 )
•	رياح الليلة ( دار نشر أوتوكن، ISBN 978-975-437-471-0 ، إسطنبول – عام 2004 )
•	لم يعبر القطار من هنا ( دار نشر كابي، ISBN 978-605-5107-61-1 ، إسطنبول – عام 2014 )
•	لقد ظل الابتسام في الوسط ( دار نشر كابي، ISB 978-605-4683-28-4 ، إسطنبول – عام (2012 )
•	الحجر البحري ( دار نشر كابي، ISB 978-605-4322-77-0 ، إسطنبول عام ( 2011 )
•	العلاقات الورقية الكثيرة ( دار نشر كابي، ISB 978-605-4683-89-5 ، إسطنبول – عام ( 2013 )

## مقالات
•	النمل الناظر للجمال ( دار نشر أوتوكن، ISBN 978-975-437-227-4 ، إسطنبول – عام 2007 )
•	البذور المنتظرة وقتها ( دار نشر أوتوكن، ISBN 978-975-437-343-0 ، الطبعة الثانية، إسطنبول – عام 2007 )

## كتبالمدينة
•	العنقود – فقدان إسطنبول ( دار نشر أوتوكن، ISBN 978-975-437-432-2 ، إسطنبول – عام 2003 ) جائزة سرد TYB

## السيناريو
•	الزنابق البيضاء الهادئة ( عام 1987 )
•	البروز مرة أخرى ( عام 1987 ) شهادة شرف الصحافة بجمعية الصحفيين بأنقرة

## الأعمالالإذاعية
•	مقابلات مع أتاتورك
•	حيما يظهر الهلال
•	سنابل أغسطس
•	نفيسة خاتون

## وصلات خارجية
•	سفينتش تشوكوم
•	السيرة الذاتية لسفينتش تشوكوم
•	أوتوكن نسخة محفوظة 6 أغسطس 2007 على موقع واي باك مشين.